# Horti Liciniani

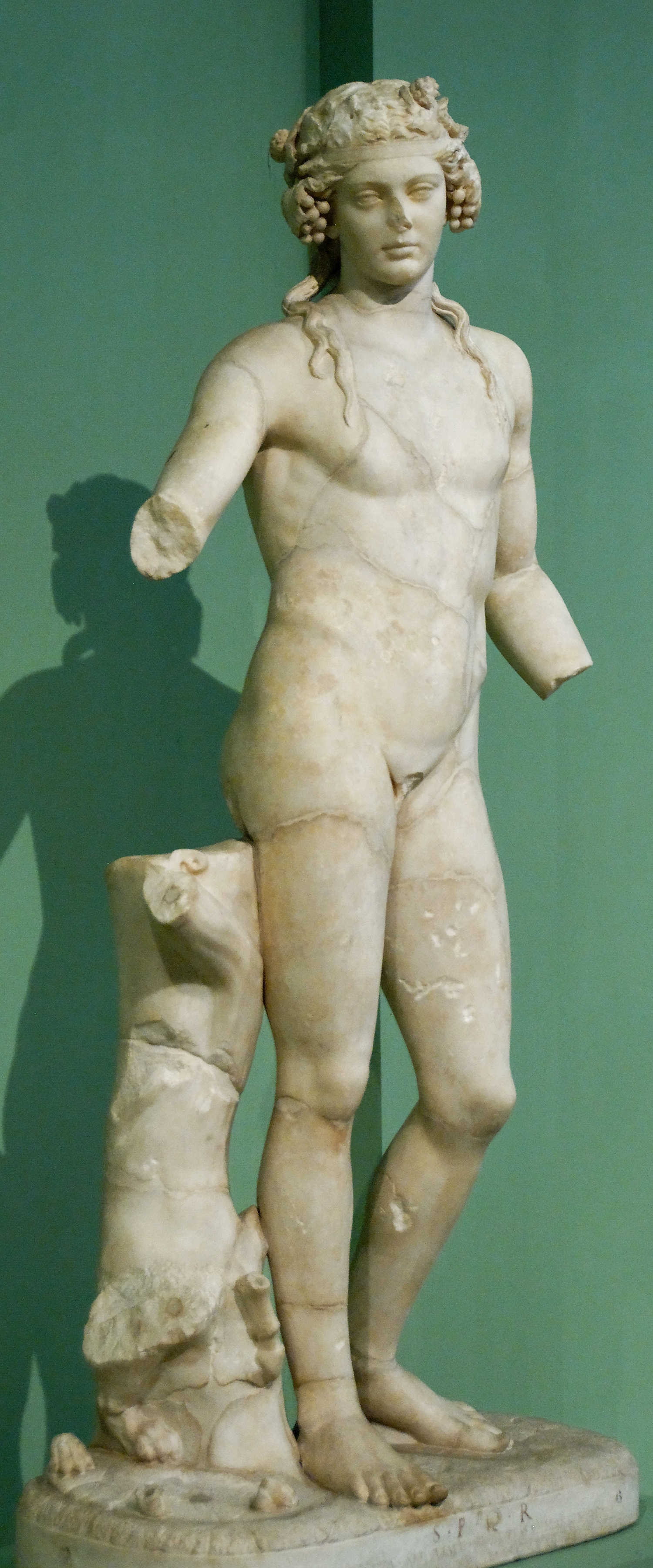
Dionysus aus pentelischem Marmor 1879 im "Tempel der Minerva Medica" ausgegraben (Kapitolinische Museen)

Die Horti Liciniani (selten auch deutsch: licinische Gärten) waren eine Gruppe von Gärten in der antiken Stadt Rom, die sich im Besitz der gens Licinia befanden. Im 3. Jahrhundert gingen sie in das Eigentum des Kaisers Gallienus, selbst ein Licinier, über.

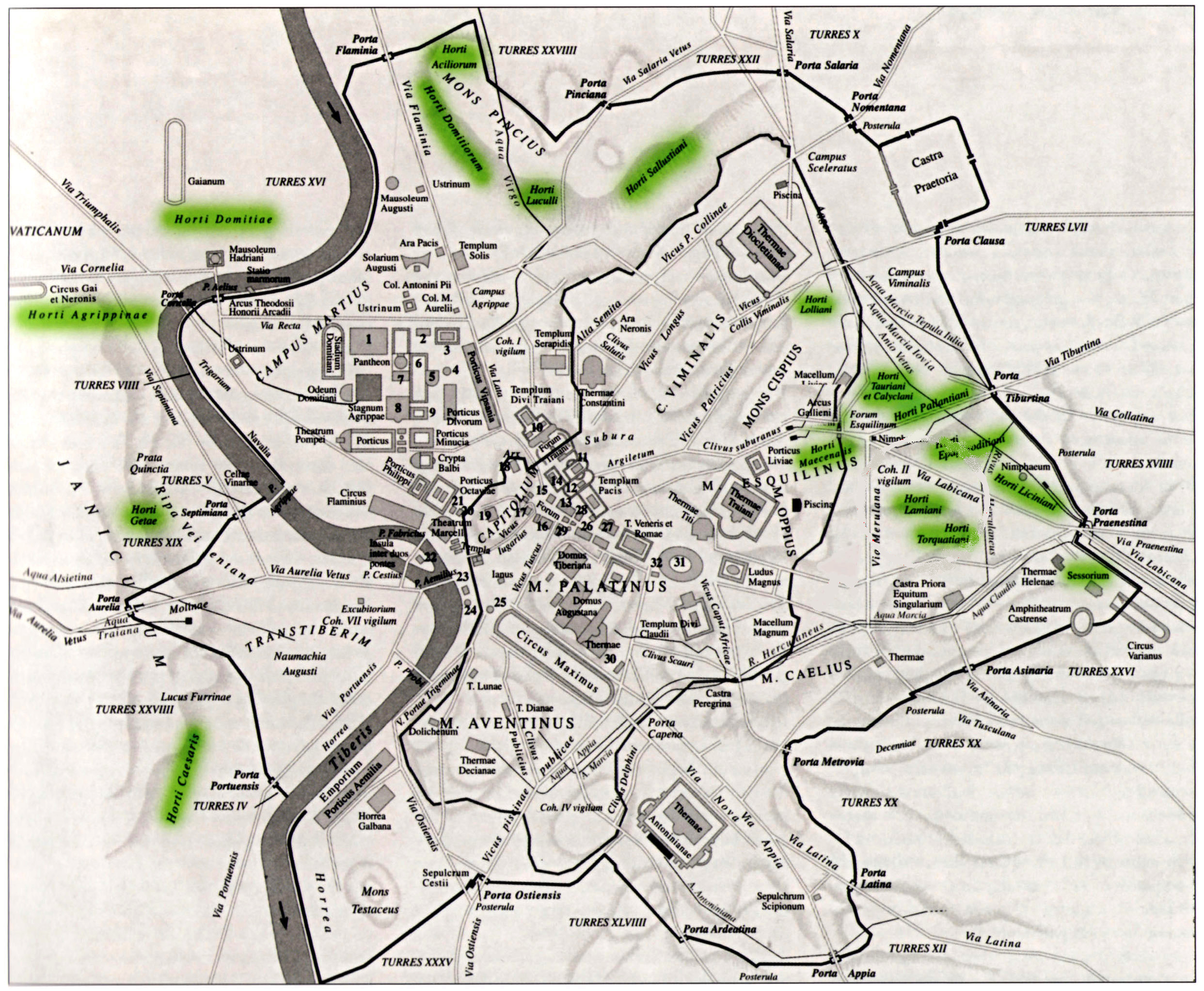
Gärten (horti) im antiken Rom. Die Horti Liciniani im Osten.

Die Lage der Gärten ist nicht bekannt. Allerdings schließt man aufgrund umfangreicher Aktivitäten des Gallienus im Umfeld des Esquilin, dass sich auch die Gärten dort befunden haben könnten. So ließ er eine Kolossalstatue seiner selbst auf der Spitze des Hügels errichten. Das palatium Licinianum befand sich dort in der Nähe der Kirche Santa Bibiana. Ein Galliensbogen stand bei der porta Esquilina. Zum Komplex der licinischen Gärten gehörte möglicherweise das früher als Tempel der Minerva Medica angesprochene Nymphäum.